# Liam Brady
Liam Brady (* 13. únor 1956, Dublin) je bývalý irský fotbalista a později trenér. Hrával na pozici záložníka.
V dresu irské reprezentace odehrál 72 utkání a vstřelil 9 gólů.
S Arsenalem Londýn hrál v sezóně 1979/80 finále Poháru vítězů pohárů. Roku 1979 s ním získal též FA Cup. S Juventusem Turín se stal dvakrát mistrem Itálie (1980/81, 1981/82).
Roku 1979 byl v anketě PFA vyhlášen anglickým fotbalistou roku, a to jako vůbec první fotbalista nepocházející ze Spojeného království. V anketě Zlatý míč, která hledala nejlepšího fotbalistu Evropy, se umístil čtyřikrát, roku 1979 byl sedmý, roku 1980 osmý, roku 1981 devátý a roku 1983 třiadvacátý.
Měl přezdívku Chippy.